# مقاطعة تيليمان (أوكلاهوما)
مقاطعة تيليمان (بالإنجليزية: Tillman County)‏ هي إحدى مقاطعات ولاية أوكلاهوما في الولايات المتحدة الأمريكية.